# 酒井氏盛
酒井 氏盛（さかい うじもり）は、 戦国時代から安土桃山時代にかけての丹波国の武将。丹波酒井氏の一族、油井酒井氏の当主で油井城城主。酒井秀正とも呼ばれる。弟は波多野秀香。

## 油井酒井党
丹波国多紀郡の豪族である丹波酒井氏の一族の油井酒井氏の酒井佐渡守重貞の嫡男として生まれる。父の重貞は波多野七組の一人であり波多野氏の重臣であった。
油井酒井氏は酒井党の酒井四家の一つである。油井氏は一説に秀郷流波多野氏の後胤ともいわれ、主君波多野氏と同族視する説が唱えられることもあり、他の酒井一族と別流である可能性を指摘されるが、これを立証する根拠は存在しない。通説では、酒井政親の次男、政重が油井保の地頭職を相伝し、油井氏を称したのが始まりとされる。それ以後、代々の当主は油井殿と呼ばれており、宗家から独立した一勢力として油井を統治している。しかし、波多野氏に近侍することで地位を保っていたのは明らかで、その庇護下において酒井四家と同格に行動していたことが判明している。
さらに、天正五年（1577年）には波多野家御家老の平林氏とともに、織田氏へ名代の使者として派遣されており、また、天正三年（1575年）3月には、波多野秀治の命で播磨青野城主青野貞政を討伐するなど波多野氏の忠実な家臣であったことがわかる。また、波多野秀香を輩出するに留まらず、油井氏は秀治から秀の一字を偏諱されており、没落後も波多野氏との姻戚関係を取り持っている。このような油井氏の行動から、酒井党の中で最も波多野氏に接近した一族であることが特筆される。
酒井氏は鎌倉時代から多紀郡一円を治めた丹波の古参勢力だったが、16世紀前半に波多野氏との抗争に敗れ、その傘下に属さざるを得なかったためであったとも考えられる。
明智光秀の丹波攻めの際、父の重貞とともに氏盛が中心となって油井城で明智軍との激戦を繰り広げた。しかし、城兵は全て戦死し、氏盛は壮絶な死を遂げた。氏盛の三男、彦左衛門は八上城落城後に油井村に農民として土着し、江戸時代に子孫たちは庄屋となった。
先述のように、重貞の次男の秀香は波多野秀治の義弟として波多野元秀の三男に迎えられている。

## 登場作品
・戦国無双シリーズ『戦国無双5』-第五章 光秀編「丹波侵攻」にて敵将として登場。

## 関連事項
- 波多野秀治
- 波多野秀香
- 丹波酒井氏
- 八上城